# Boom Beach
Boom Beach ist ein MMO-Strategiespiel des finnischen Spieleentwicklers Supercell für Mobilgeräte (Smartphones, Tablet-PCs). Das Spiel ist als App seit März 2014 für Apples iOS-Betriebssystem und seit Juni 2014 auch für das Android-Betriebssystem verfügbar.

## Geschäftsmodell
Das Herunterladen der App und auch der Zugang zu den Online-Servern ist kostenlos („Free-to-play“). Das Spiel finanziert sich aus In-App-Verkäufen für Abonnements für einen zweiten Bauarbeiter, mit dem man zwei Gebäude gleichzeitig verbessern kann und für eine sofortige Ausbildung der Truppen. Außerdem kann man „Diamanten“ kaufen, die im Spiel eingesetzt werden können, um zum Beispiel die Truppenausbildung oder den Bau und die Verbesserung von Gebäuden erheblich zu beschleunigen. Diamanten sind in geringer Häufigkeit aber auch kostenlos innerhalb des Spiels durch Truhen, die gelegentlich auf der Karte erscheinen, und durch Erfolge verfügbar. Alle Spielinhalte sind grundsätzlich – anders als beim „Freemium“-Geschäftsmodell – vollständig kostenlos zugänglich, wenn der Spieler entsprechend mehr Zeit investiert.

## Spielprinzip
Boom Beach spielt in einem Archipel, in dem auf jeder Insel kleine Dörfer von Eingeborenen sind, die jedoch von den Hauptgegnern, der „Schwarzen Garde“, besetzt worden sind. Durch Angriffe bekommt man verschiedene Rohstoffe und hat auch eine Chance auf Informationen, mit denen das Einsatzkommando Operationen starten kann. Es ist wie Clash of Clans ein Strategiespiel, in dem man sowohl Basen von anderen Spielern als auch Basen von NPCs angreifen kann. Neben der Schwarzen Garde, die von „Lt. Hammermann“ geleitet wird, erscheint viermal in der Woche auf einer Insel eine Basis von „Dr. T“ und an den anderen Wochentagen ebenfalls ein Event eines Gegners der Schwarzen Garde. Außerdem kann man Einsatzkommandos beitreten, in denen man mit anderen Spielern bestimmte Operationen gegen die „Schwarze Garde“ durchführen kann, bei denen das Einsatzkommando zusammen mehrere Kraftbasen besiegen muss.
Als Rohstoffe gibt es in Boom Beach Gold, Holz, Steine und Eisen, die im Laufe des Spiels freigeschaltet werden, mit denen man zum Beispiel Gebäude bauen und verbessern sowie Truppen für den Angriff ausbilden kann.
Zudem kann man auch ein U-Boot auf Erkundungsfahrt schicken, was einem Ressourcen einbringt, oder auch im Chat mit Mitgliedern seines Einsatzkommandos chatten.